# КК Чачак 94
Кошаркашки клуб Чачак 94 је српски кошаркашки клуб из Чачка. Тренутно се такмичи у Кошаркашкој лиги Србије.

## Историја
Иницијативу за оснивање КК Чачка94 покренула је група кошаркашких ентузијаста 1994. године. За председника је изабран Драгомир Грујовић. По речима самих оснивача, трећи кошаркашки клуб је био потребан Чачку због великог броја дечака који су тренирали кошарку а нису могли да нађу своје место у сениорским екипама постојећа два чачанска клуба. Први тренер екипе је био Добрило Јојић а помоћник Слободан Јовановић. Наредног лета, управа клуба је ојачана са Мирком Дробњаком и клуб је изборио прво учешће у виши ранг – II Српску лигу Група Запад. Сезону 1999/00. екипа је завршила на 13. месту и изгубила статус члана II Српске лиге.
У августу 2000. године, велики спортски ентузијаста и заљубљеник у кошарку Зоран Кривокапић, окупио је групу младих 15-годишњих момака са којима је наредних пар година играо лигу млађих категорија Региона 6. Током 2002. године учињени су велики напори да се клуб реорганизује како би могао да игра сениорску кошарку. За председника клуба је изабран Душан Николић а тренер Зоран Кривокапић. На тај начин су створени сви услови за наставак такмичења. Сезоне 2002/03. екипа се враца у сениорску конкуренцију а већ 2003. године клуб добија и кадетску екипу. Од 2003. па до данашњег дана, КК Чачак 94 је одиграо велики број утакмица у Летњој и Другој Српској лиги.
Са поносом истичемо да је велики број наших играча у међувремену завршио факултет и то је мозда и један од највећих успеха и најбољи резултат насег рада. Кроз целу своју историју, клуб је имао проблема са финансијским средствима као и условима за тренирање али је упркос свему наставио да постоји. Клуб и данас постоји захваљујуци пар млађих људи који воле кошарку и који ће дати све од себе да клуб коначно уђе у виши ранг.
Током 2016. године, клуб је преузела нова и веома амбициозна управа на челу са господином Миланом Поповићем и клуб се враћа на стазе успеха.
У сезони 2017/18. наш клуб је заузео прво место у другој српској лиги и самим тим обезбедио историјски улазак и виши ранг – Прву Српску лигу! У првој сезони у том рангу такмичења, клуб завршава на осмом месту. Да би већ друге сезоне завршио на феноменалном другом месту и стицајем неки чудних околности не улази у виши ранг где се пласирала треће пласирана екипа Напретка. У сезони 2020/21. клуб је остварио историјски успех и ушао у виши ранг тј. у Другу лигу Србије где планирамо да поносно представљамо град Чачак и Запасну Србију.
КК Чачак 94 је у сезони 2021/22. остварио историјски резултат и пласман у Кошаркашку лигу Србије, што је уједно и први пут да је неки клуб из Чачка, уз Борац изборио пласман у највиши ранг.

## Играчи
- Раденко Пилчевић
- Ђорђе Ћурчић
- Павле Степановић
- Никола Поповић
- Младен Пантић
- Давид Кусмук
- Стефан Димитријевић
- Ђорђе Мајсторовић
- Јован Здравковић
- Ђорђе Тресач
- Братислав Пауновић
- Павле Јокић
- Вук Гуговић

## Тренери
- Иван Радовановић - главни тренер
- Добрило Јојић
- Зоран Кривокапић
- Зоран Стефановић

### Трофеји
- Прва регионална лига, Западна дивизија ( 3. лига )
  - Победници (1) : 2020–21
- Друга регионална лига, Западна група прва дивизија ( 4. лига )
  - Победници (1) : 2017–18